# Pfeifer Broz. Music
«Pfeifer Broz. Music» — это американская компания музыкального продакшена, схожая с «Immediate Music» и другими, разрабатывающими и распространяющими исключительно высококачественную трейлерную музыку. Компания расположена, как и другие компании трейлерной музыки, в Южной Калифорнии. Жанры: трейлерная музыка, саундтрек. «Pfeifer Broz. Music» предоставила музыку к трейлерам фильмов: Гарри Поттер и Орден Феникса, Гарри Поттер и Дары Смерти (1 и 2 часть), 2012, Алиса в Стране чудес, Хроники Нарнии: Принц Каспиан, Трансформеры, Казино «Рояль», Спайдервик: Хроники, Кровавый алмаз, Другой мир, Пираты Карибского моря: Проклятие «Чёрной жемчужины», Пираты Карибского моря: Сундук мертвеца, Пираты Карибского моря: На краю Света и другие.  Также предоставила оркестровую версию музыкальной темы к фильму Секс в большом городе. 
«Pfeifer Broz. Music» не имеет открытого официального сайта. Музыка непосредственно ориентирована для продажи киностудиям, поэтому она недоступна общественности, несмотря на тот факт, что композиции вместе с альбомами просочились в интернет. Из наиболее известных композиций является «DNA Reactor» (Гарри Поттер и Орден Феникса), «Humanity Sector» (Хроники Нарнии: Принц Каспиан), «Original Trailer Music» (Casino Royale Trailer Music) (Казино «Рояль»), «Evil Island», «Absolute Anthropoid» и «Glacial Supremacy».

## Дискография
1. Barf Bag
2. Drums & Drones
3. Layers vol. 1
4. Layers vol. 2
5. London A.D. vol. I
6. London A.D. vol. II
7. London A.D. vol. III
8. Sessions
9. Stool Box (rock)
10. Stool Box (Urban & Electronica)
11. Vienna C.F.H. (CD 1)
12. Vienna C.F.H. (CD 2)